# Pierre Van Maldere

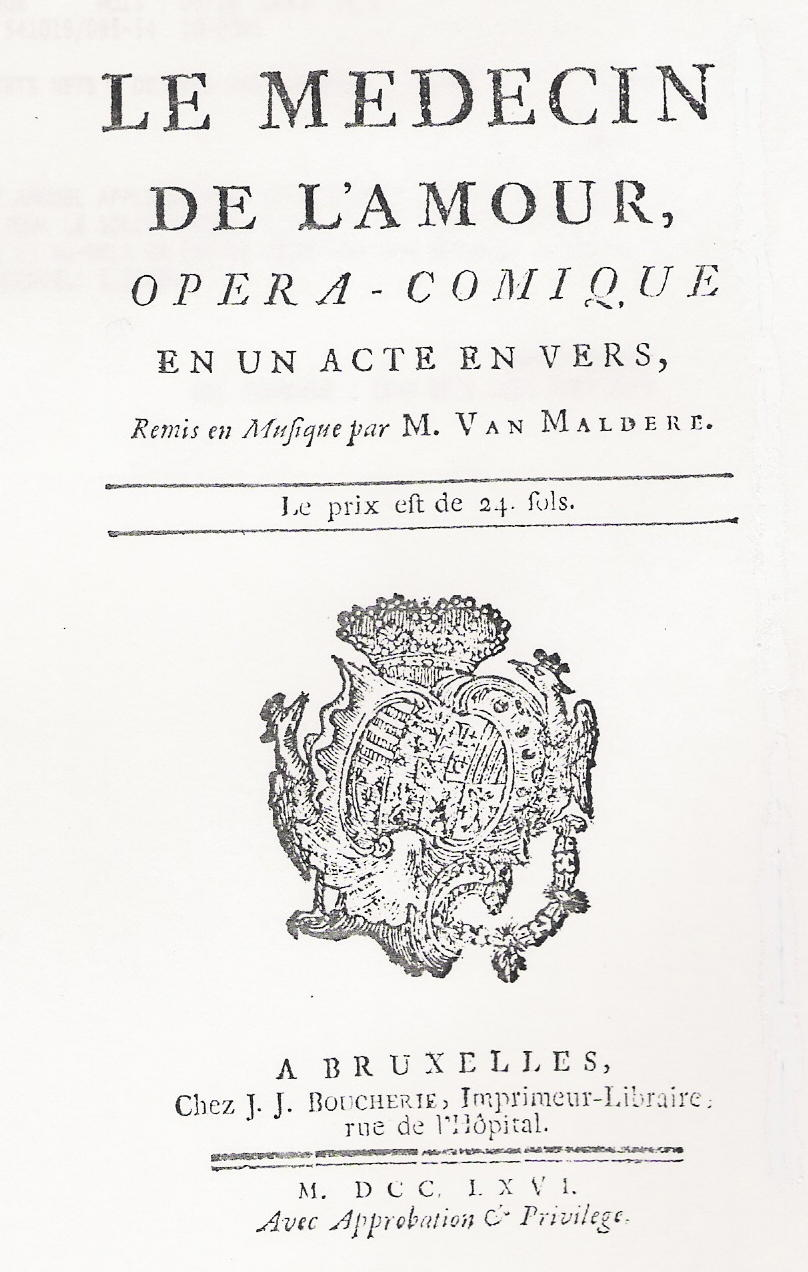
Pierre Van Maldere, Le Médecin de l'amour, Bruxelles 1766.

Pieter (Pierre) van Maldere est un violoniste et compositeur belge né à Bruxelles le 16 octobre 1729 et mort dans cette même ville le 1er novembre 1768.

## Biographie
Pierre Van Maldere a probablement reçu les leçons de Jean-Joseph Fiocco, alors directeur de la chapelle royale. Entré à la cour du prince Charles-Alexandre de Lorraine dès 1749, Van Maldere passe les saisons 1751 à 1753 à Dublin, comme directeur des « Philarmonick Concerts », puis il joue au Concert Spirituel de Paris en août 1754. Il accompagne alors le prince dans ses nombreux voyages à Vienne, où il fait représenter ses deux premiers opéras-comiques : Le Déguisement pastoral (1756) et Les Amours champêtres (1758).
De retour à Bruxelles, il compose encore quelques opéras et plus de 40 symphonies, des ouvertures et des sonates. En 1758, il est promu « valet de chambre » du prince, puis devient codirecteur du Théâtre de la Monnaie de 1763 à 1767.

## Œuvres
- De nombreuses sonates en trio dans le style de Corelli, trois trios pour clavecin, violon et violoncelle op. 7,

- Des ouvertures
- Environ 45 symphonies :
  - Sei sinfonie a più stromenti (dédiés au duc d'Antin, vers 1760)
  - Sei sinfonie a più stromenti (Paris, 1762) influencées par l'école de Mannheim
  - Sei sinfonie a più stromenti opus 4 (Paris et Lyon, 1764)
  - Sei sinfonie a più stromenti opus 5 (Paris, 1768)

## Opéras
- 1756 : Le Déguisement pastoral (Vienne, château de Schönbrunn, 12 juillet)
- 1758 : Les Amours champêtres (Vienne, château de Schönbrunn, 5 novembre)
- 1763 : La Bagarre (Paris, Comédie-Italienne, 10 février)
- 1766 : Le Médecin de l'amour (Bruxelles, date inconnue)
- 1766 : Le Soldat par amour (Bruxelles, 4 novembre, en collaboration avec Ignaz Vitzthumb)